# Gustav Karpeles
Gustav Karpeles (Ivanovice na Hané, 11 novembre 1848 – Nauheim, 21 luglio 1909) è stato uno storico e editore tedesco.

## Biografia
Studiò presso l'Università di Breslavia, dove partecipò anche al Jewish Theological Seminary. Ebbe un interesse per il giornalismo, dal quale fece l'editore di Auf der Höhe, Breslauer Nachrichten, Breslauer Zeitung, Deutsche Union e Deutsche Monatshefte di Westermann. Nel 1870 diventa co-editore assieme a Samuel Enoch nella rivista Jüdische Presse. Nel 1883 Karpeles si stabilì a Berlino, dove nel 1890 divenne direttore dell'Allgemeine Zeitung des Judenthums.

## Opere
È più conosciuto attraverso i suoi scritti su Heinrich Heine. Oltre a diverse edizioni di opere di Heine (1885, 1887, 1888, 1902) ha pubblicato le seguenti monografie:
- "Heinrich Heine und das Judenthum" (Breslau, 1868)
- "Heinrich Heine, Biographische Skizzen" (Berlin, 1869)
- "Heinrich Heine und Seine Zeitgenossen" (ib. 1887)
- "Heinrich Heine und der Rabbi von Bacharach" (Vienna, 1895)
- "Heinrich Heine's Autobiographie" (ib. 1898)
- "Heinrich Heine: aus Seinem Leben und aus Seiner Zeit" (Leipsic, 1899).

- "Ludwig Börne" (Leipsic, 1870)
- "Goethe in Polen" (ib. 1890)
- "Allgemeine Gesch. der Weltliteratur" (ib. 1891)
- "Literarisches Wanderbuch" (Berlin, 1898).

Ha anche curato le opere di Schiller (Leipsic, 1895), Lenau (ib. 1896), ed Eichendorff (ib. 1896).
I suoi contributi nella letteratura ebraica vi sono:
- "Die Frauen in der Jüdischen Literatur" (Berlin, 1870; 2d ed., ib. n. d.)
- "Geschichte der Jüdischen Literatur" (ib. 1886)
- "Die Zionsharfe" (ib. 1889)
- "Ein Blick in die Jüdische Literatur" (Prague, 1895)
- "Jewish Literature and Other Essays" (Philadelphia, 1895)
- "A Sketch of Jewish History" (ib. 1897).
- "Jews and Judaism in the Nineteenth Century. Translated from the German" (Philadelphia, The Jewish Publication Society of America, 1905).

- "Deutsches Leben" and "Deutsche Liebe," comedies (1873)
- "Im Foyer" (1876)
- A dramatization of Grabbe's "Don Juan und Faust" (1877).